# Gisela Wozniczak
Gisela Wozniczak (* 7. September 1884 in Neufisching bei Zeltweg als Gisela Laferl; † 28. April 1968 in Gars am Kamp) war Gründungsobfrau des 1911 gegründeten Vereins „Einigkeit – Verband der Hausgehilfinnen, Erzieherinnen, Heim- und Hausarbeiterinnen Österreichs“,  zwischen 1919 und 1923 sozialdemokratische Gemeinderätin in Wien sowie zwischen 1950 und 1955 sozialdemokratische Gemeinderätin in Gars am Kamp.

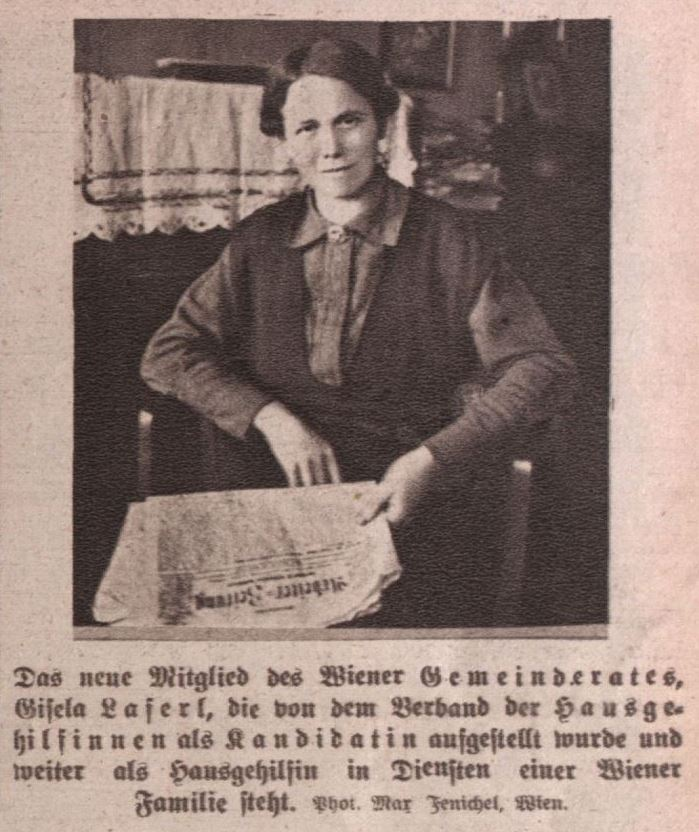
Das Wiener Gemeinderatsmitglied Gisela Laferl (Foto: Max Fenichel)

## Leben und Werk

Arische Sommerfrische. Inserat der Gemeinde Gars vom 19. Juni 1938.

Gisela Laferl wurde am 7. September 1884 in Neufisching bei Zeltweg geboren und wuchs in Langenwang im Mürztal auf. Nach ihrer Ausbildung im Fremdenverkehrsbereich arbeitete sie ab 1907 mehrere Jahre als Zimmermädchen, Köchin und Hausangestellte in der Schweiz (unter anderem in der Villa Patumbah in Zürich), zuletzt führte sie dort den Haushalt von Friedrich Adler. 1910 kehrte sie mit diesem nach Wien zurück, und war dort bis 1915 weiter seine Haushälterin. 1911 war sie Gründungsobfrau des neu geschaffenen „Verbandes der Hausgehilfinnen, Erzieherinnen, Heim- und Hausarbeiterinnen Österreichs“, der auch unter der Abkürzung „Einigkeit“ bekannt war. Nach dem Zusammenbruch der Monarchie und der Ausrufung der Republik Österreich war sie unter den ersten Frauen, die am 4. Mai 1919 in den Wiener Gemeinderat gewählt wurden. Dort saß sie u. a. mit Adelheid Popp im Bauausschuss und engagierte sich für gesetzliche Regelungen bezüglich der sozialen Absicherung der Hausgehilfinnen, während sie zugleich weiter bei einer Wiener Familie als Haushälterin arbeitete. Als Obfrau des Verbandes „Einigkeit“ führte sie Tarifverhandlungen für Hausgehilfinnen. Im Frühjahr 1920 heiratete sie Isidor Wozniczak und legte im Anschluss an ihre Übersiedlung nach Kamegg, der Heimatgemeinde ihres Mannes in Niederösterreich, ihr Wiener Gemeinderatsmandat mit 13. Oktober 1921 zurück. Außerdem trat sie mit 3. März 1920 aus der römisch-katholischen Kirche aus. In Kamegg eröffnete das Ehepaar eine Pension; 1935/36 pachtete die Familie Wozniczak die Waldpension in Gars, die sie später käuflich erwarb. Nach dem „Anschluss“ Österreichs und der damit verbundenen Ausrufung der arischen Sommerfrische Gars geriet die Familie Wozniczak wegen ihrer sozialdemokratischen Überzeugung und ihres sozialdemokratischen sowie jüdischen Freundes- und Gästekreises ins Visier der Nationalsozialisten, weil die Waldpension trotz des amtlichen Verbotes weiterhin jüdische Gäste beherbergte und diesen den Zugang zum eigenen Badeplatz am Kamp erlaubte, der deshalb von der Gemeinde Gars gekündigt wurde. Während der NS-Zeit wurde Gisla Wozniczaks Mann drei Mal denunziert, verhaftet und inhaftiert. Im Februar 1942 folgte einem Streit mit dem Garser Bürgermeister August Sachseneder eine Hausdurchsuchung, bei der Bücher gefunden wurden, die für kommunistisch gehalten wurden, weshalb Wozniczak von der Gestapo verhaftet, aber bald darauf wieder freigelassen wurde. Im Herbst 1944 wurde Wozniczak verhaftet, weil er Kriegsgefangenen, die seine Arbeitskollegen waren, Obst und Zigaretten geschenkt hat, was streng verboten war und zu seiner zweiten Inhaftierung, zuerst in Znaim, dann in Wien geführt hat. Dank der Flucht der Nazis vor der heranrückenden Roten Armee kam Wozniczak Anfang April 1945 frei und kehrte nach Gars zurück. Dort wurde er am 24. April 1945 in Schutzhaft genommen und ins Gefangenenhaus Horn eingeliefert. Am 2. Mai 1945 wurde er von Volkssturmmännern übernommen, ohne Prozess, geschweige denn Urteil in Mödring erschossen und seine Leiche verscharrt. Nach einjähriger Suche wurde sein Grab am 24. August 1946 entdeckt, sein Leichnam am 9. September 1946 exhumiert und am 15. September 1946 unter großer öffentlicher Anteilnahme in Wozniczaks Heimatgemeinde Gars bestattet. Wozniczaks jüngerer Sohn Gregor kam 1943 in Stalingrad ums Leben, ihr älterer Sohn Walter 1947 in sowjetischer Kriegsgefangenschaft.
Nach dem Krieg leitete Gisela Wozniczak, die von 26. Mai 1950 bis 15. Mai 1955 sozialdemokratische Gemeinderätin in Gars am Kamp war, gemeinsam mit ihrer Tochter Mathilde die Waldpension.